# Hohbäumle
Der Hohbäumle ist eine Erhebung im Teilort Füramoos der Gemeinde Eberhardzell im Landkreis Biberach in Baden-Württemberg.

## Lage
Der Berg ist mit einer Höhe von 715,5 m ü. NHN – nach dem 30 km nordnordwestlich gelegenen Bussen (766,7 m ü. NHN) – die zweithöchste Erhebung im Landkreis Biberach außerhalb der Schwäbischen Alb. Die Erhebung liegt auf der Gemarkung von Eberhardzell, einen Kilometer nördlich von Füramoos, ca. 250 nordöstlich der Kreisstraße 7568 nach Fischbach sowie ca. 400 m südwestlich der Einöde Daibershof.
Die Sommerlinde (Tilia platyphyllos) wurde ca. 1860 gepflanzt und 1993 als Naturdenkmal ausgewiesen.
An klaren Tagen kann man von diesem Aussichtspunkt Zugspitze, Säntis, Bussen und das Ulmer Münster sehen. Die Wetterwarte Süd empfiehlt den Berg als Aussichtspunkt bei Föhnlagen, neben dem Schwarzen Grat und anderen.
Der Berg ist umschlossen von zwei Flüssen. Östlich des Hügels fließt die Rottum, die in die Donau mündet. Südwestlich des Berges ist das Quellgebiet des Romersbachs, welcher nach ca. 7,1 km in die Umlach fließt, welche in die Riß und anschließend in die Donau mündet.